# Iran Khodro
Iran Khodro Company (en persa: ایران خودرو‎, Iran Xudru), a su vez conocida como IKCO, es el líder de la fabricación de automóviles de Irán; su sede principal está en Teherán. Su razón social original fue la de Iran National Factory and Manufacturing Society. Iran Khodro fue fundada en 1962 y ha producido cerca de 688,000 autos de pasajeros en el 2009. IKCO fabrica vehículos, que incluyen o incluyeron al Samand, Paykan, Peugeot 504, Peugeot 505, Peugeot 205, Peugeot 206, Peugeot 405 y otros modelos de las firmas Renault y Hyundai, entre camiones, mini y microbuses así como autobuses.

## Nombre
La palabra persa خودرو (jodróu, en transcripción inglesa khodro), significa automóvil. Iran Khodro quiere decir «Irán Automóviles».

## Historia y desarrollo

### Fundación
Iran Khodro fue fundada por Ahmad Khayami, con un capital registrado de 100.000.000 Rls, el 18 de agosto de 1962 por Aliakbar Khayami, Ahmad Khayami, Mahmoud Khayami, Marzieh Khayami y Zahra Seyedy Dashty, en la calle Ekbatan en Teherán, Irán.

### Estructura
La firma Iran Khodro (IKCO) es una compañía pública de tipo joint stock, que tiene por objetivo la creación y la dirigencia de plantas de manufactura para el mercado de Irán, para cubrir la demanda en los diferentes tipos de vehículos y las partes necesarias para su construcción, así como su venta y exportación. La firma IKCO produce vehículos bajo más de 13 marcas.

### Cifras y producción
La compañía se ha convertido en el más grande productor de vehículos automotores en el Medio oriente, Asia central y África del norte. En el mercado interno de Irán, es el más grande de los conglomerados de construcción vehicular, participando en hasta un 65% del mercado doméstico de vehículos automotores.
En 1997, la IKCO rompe su propio récord de producción al manufacturar 111,111 unidades de varios modelos de vehículos de pasajeros y vanes. Para el año 2006 Iran Khodro había producido más de 550,000 vehículos (para la cronografía iraní, el año 1384, que inicia en el 21 de marzo de 2006).
Con la apertura de la planta de fabricación en Khorassan; la más grande del país, en julio de 2008, con la que se espera incrementar la capacidad y la habilidad de fabricar hasta 100,000 coches por año para el año 2009. Pero, con su activación no se ha incrementado necesariamente su tasa de producción hasta el momento.
La Iran Khodro produjo más de 775,000 unidades de vehículos de pasajeros y de transportes de carga comercial en el 2010, y se ha propuesto producir y comercializar al menos hasta 850.000 autos en el 2011.

### Certificaciones de calidad
Los procesos y productos de la Iran Khodro han sido calificados bajo las normas ISO 9001 (mediante certificación dada por la agencia de certificación alemana RW-TÜV), en los aspectos concernientes a la salubridad, seguridad laboral y medioambiental, en los que se incluyen también las certificaciones bajo las normas ISO 14001 y OHSAS 18001. La compañía a su vez ha obtenido los derechos de uso de los sellos de las certificaciones TÜV, TSE, GOST así como de otros importantes sellos de aseguramiento de la calidad estándares a nivel mundial para sus diferentes productos.

### Productos y acuerdos

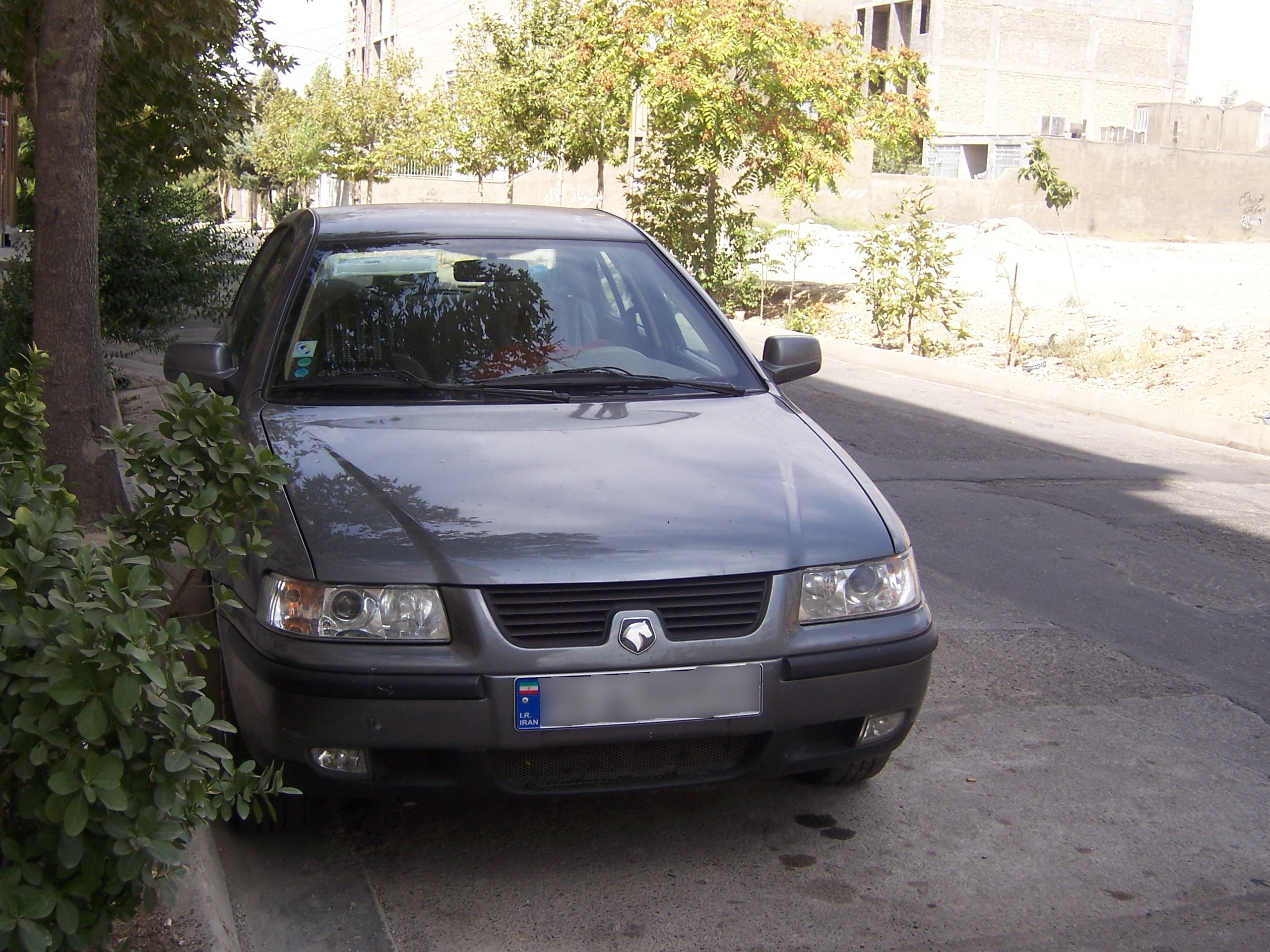
Las cifras de la producción industrial de automóviles en Irán cruzaron el umbral del millón de unidades en el año 2005. La firma Iran Khodro es uno de los más grandes productores de automotores en Asia. Ha establecido acuerdos de producción con 4 socios en al menos 4 continentes.

Por más de 4 décadas, el único modelo de renombre de la Iran Khodro fue el Paykan, un modelo de automóvil desarrollado por la firma Rootes Group, para su gama de modelos Rootes Arrow, mejor conocidos como los Hillman Hunter. La producción del Paykan saloon fue descontinuada en el 2005, después de treinta años posteriores a la conclusión oficial de la producción del Arrow (y que posteriormente fuera redesigando como el Chrysler Hunter) en el Gran Bretaña. Una versión de tipo platón está aún en producción. Denominada como Bardo Pick-up, la cual será reemplazada por un nuevo modelo de la familia Samand.
El Samand; un diseño autóctono hecho en Irán, reemplaza al ya desfasado Paykan como el "coche nacional de Irán", y dispone de innovaciones de desarrollo local, como el recientemente incorporado motor biocarburante (GNV/gasolina) en su variante Soren.
La firma ha sostenido acuerdos con varios productores de autos de Europa y de Asia, en especial con los grupos PSA, Hyundai y Suzuki Motor, para la manufactura y ensamblaje, así como para la asistencia en la producción de sus modelos hechos bajo licencia de estas firmas. En el año 2009, la producción del Peugeot 206, el Peugeot Pars, Peugeot 405, el Peugeot Roa, y el Samand fue por primera vez exportada por la IKCO a sus concesionarios en Afganistán, Azerbaiyán, Armenia, Irak, Siria, Turkmenistán y Uzbekistán. Para el 2012, los productos de la firma IKCO incorporan un 5-10% de componentes importados desde Francia. Las partes importadas desde la Peugeot tuvieron un valor entre los 700 y 800 millones de euros (USD$572–654 millones) por año. Irán ha alcanzado la autosuficiencia en la producción de partes en un 98% para la producción del Peugeot 405 y del 75% en la producción de partes para el Peugeot 206.
La firma Renault Pars Company está a cargo de la ingeniería, el control de calidad, la cadena de abasto de partes y suministros, la logística, el gerenciamiento y el seguimiento y control de ventas, así como de la red de concesionarios y la venta de los productos de la IKCO y de la Renault en Irán, y la firma IKCO es uno de lo accionistas principales en la sociedad conjunta para la producción del Renault Tondar para el mercado doméstico. La sociedad Renault Pars es un joint venture, en donde el 51% de sus acciones son de prodiedad de la Renault de Francia. El 49% de la Renault Pars es de propiedad en conjunto con la Organización de la Renovación y para el Desarrollo Industrial de Irán, IKCO y Saipa. Dicha sociedad fue establecida en el 2003.
En las instalaciones de la IKCO se fabrican a su vez camiones, autobuses y coches de pasajeros de la serie E-Class bajo licencia de la Mercedes-Benz. En el marco de los acuerdos suscritos entre la IKCO y la Daimler AG, la Iran Khodro iniciará la producción de los sofisticados motores de la serie 90 de la Mercedes-Benz; así mismo ha declarado el fabricante germano Daimler que los motores de origen iraní serían exportados a Alemania. Junto a otros productores de la industria del automóvil asiáticos, IKCO sostiene estrechos lazos de cooperación con firmas como Suzuki. La producción del Suzuki Grand Vitara en las instalaciones de la IKCO en Khorasan, también se situará la producción del Suzuki Kizashi.
Para el 2012, la IKCO anunció que de sus ganancias, al menos el 3% serán reinvertidas en el desarrollo e investigación de nuevos modelos de vehículos y de otros modelos de automotores.

### Plantas de producción
IKCO dispone a nivel global de 12 plantas de producción, 6 en Irán y otras 6 en los mercados más grandes o principales de IKCO en el exterior. En su siguiente quinquenio (2012–2017) en el que planea expandirse más fuertemente, IKCO ha previsto elevar su capacidad de producción anual hasta los tres millones de unidades, e incrementará sus exportaciones al millón de unidades por año.
Plantas de producción domésticas:
| Planta                  | Capacidad de producción | Productos                                                                        | Ubicación |
| ----------------------- | ----------------------- | -------------------------------------------------------------------------------- | --------- |
| Fars                    | 30000                   | Pars Sedan (El Peugeot 405 y el Samand serán fabricados posteriormente)          | Shiraz    |
| Mazandaran              | 15000                   | Samand Sarir                                                                     | Babol     |
| Semnan*                 | 100000                  | Gama Samand                                                                      | Semnan    |
| Khorasan                | 150000                  | Suzuki Grand Vitara, Pars, Peugeot 405                                           | Mashhad   |
| Tabriz                  | 120000                  | Bardo Pick-up (sólo ensamblaje)                                                  | Tabriz    |
| IKCO (Planta principal) | 700000                  | Roa, Peugeot 405, Gama Peugeot 206, Peugeot 207i, Samand, Tondar 90, Gama Soren, | Teherán   |

Plantas externas:
| Planta    | Capacidad de Producción | Productos    | Ubicación   |
| --------- | ----------------------- | ------------ | ----------- |
| Unison    | 60000                   | Samand       | Bielorrusia |
| AzSamand  | 10000                   | Samand       | Azerbaiyán  |
| SIAMCO    | 30000                   | Samand       | Siria       |
| CDC       | 15000                   | Peugeot Pars | Egipto      |
| SENIRAUTO | 30000                   | Samand       | Senegal     |
| VENIRAUTO | 16000                   | Samand       | Venezuela   |

## Mercados de exportación
La compañía ha sido premiada con el premio anual para las actividades exportadoras en los años 2006 y 2007. Sus mercados de exportación más grandes e importantes son Venezuela, Rusia, Siria, Turquía, Irak, Azerbaiyán, Ucrania, Egipto, Argelia y Bulgaria. Desde que la dirigencia de la Iran Khodro se ha expandido a los mercados internacionales en el año 2004, esta empresa ha exportado más de 150,000 diferentes modelos en distintas clases de vehículos a otros países que principalmente son del Medio oriente y en las áreas de influencia de las subregiones de la CEI.
Los niveles de sus exportaciones han estado siempre resttingidos por los embargos a las exportaciones que pesan sobre productos iraníes, con tan sólo un valor estimado de USD$60 millones en autos exportados en el año 2007. Por éste logro, la firma Iran Khodro se ha calificado en el 24to lugar de las 100 compañías en el mundo árabe en el año 2008. Las cifras de las exportaciones de la firma han llegado a los 35,000 automóviles en el año 2009. Estas se incrementaron hasta las 40,000 unidades en el 2010, incluyendo un 30% de la producción total de sus modelos de la familia Samand. IKCO pretende que sus exportaciones sean al menos el 9% de sus ventas para el año 2011, superando los 75,000 vehículos, llegándose incluso al 16% en exportaciones para el año 2014. Entre los planes de la empresa están los de incrementar sus exportaciones anuales a más de 600,000 automóviles para el año 2016. La firma IKCO aparte espera tener una participación del 51% del mercado automotor iraní en el año 2011, mejorando por sobre todo la calidad de sus productos. Iran Khodro actualmente exporta sus productos al menos a 40 países alrededo del mundo.

## Modelos

### Coches de Pasajeros

#### IKCO
- Paykan; el primer "coche iraní", una adaptación local del Hillman Hunter, vendida desde 1969 hasta el 2005, inclusive 30 años después de la cancelación oficial de la producción del Chrysler Hunter en el mercado europeo.
- Samand; el nuevo "coche iraní". Su nombre como proyecto fue el de X7. Sus precios de venta en Turquía van desde los USD$14,500.[21]

- Samand LX; una versión modificada del Samand básico con mejores equipamientos y mejor apsecto exterior.
- Samand SE; una versión modificada del Samand LX con modificaciones y retoques menores en el interior hechos para mejorar la calidad total del automóvil a fin de ser comercializado. El auto incluso viene de serie con luces de cola diferentes al modelo original.
- Samand Sarir; una versión modificada con un ancho de ejes más amplia que la versión base del Samand con mejores equipamientos. (exhibida en el año 2006)
- Samand Soren Un nuevo modelo del Samand (exhibido en el año 2008). Es el primer coche de pasajeros de desarrollo y construcción 100% hechos en Irán, y el primero en el que se cumplen las normas de emisión de gases vigentes en del estándar Euro III y un nuevo y más eficiente sistema de ECU. Una versión de propulsión eléctrica del Soren será producida desde el año 2010. La variante eléctrica del Samand tendrá una autonomía de 200 km.
- Samand Soren ELX; un nuevo modelo del Soren con muchos cambios aplicados en comparación a su modelo básico, el "Samand Soren" con muchas mejoras en sus sistemas de seguridad pasiva y activa como airbags, cinturones de seguridad de tres puntos para los pasajeros de atrás. Esta versión está propulsada por un motor de desarrollo local (EF7 Turbocharged) que le eroga hasta 156 caballos (116 kW) y 210 Nm de torque. Su diseño se basa en el estándar de emisiones del estándar Euro IV. Ofrece nuevos aditamentos tecnológicos como el uso de nanotejidos para los paños de sus asientos y del tablero de instrumentos.

- Runna; IKCO El "Segundo coche Nacional iraní", total mente desarrollado y construido en IKCO. Su código de preproducción es X12, y es una evolución hecha sobre la plataforma mecánica del Peugeot 206SD.

- Dena; El precio estimado de este automópvil es de US$18 a US$25.000 (en el modelo de la serie ELX), y de US$14 a US$18.000 por el modelo de la serie LX. Es un coche de tamaño medio, de cuatro puertas, de tipo sedán, equipado con un motor de procedencia iraní de la serie EF7 turbocargado, que le eroga unos 150 caballos (112 kW) y con una eficiencia en consumo de combustible de 7.2 litros por cada 100 kilómetros. Esté equipado con airbags laterales, para el copiloto y para el conductor, así como en el frontal y en la parte trasera dispone de frenos de disco con sistema ABS. IKCO planea construir más de 35,000 unidades del Dena en el 2012 y 80,000 units ya en el 2013, para llegar a unas 100,000 unidades entre el periodo 2015-2017.[25][26]

#### Peugeot

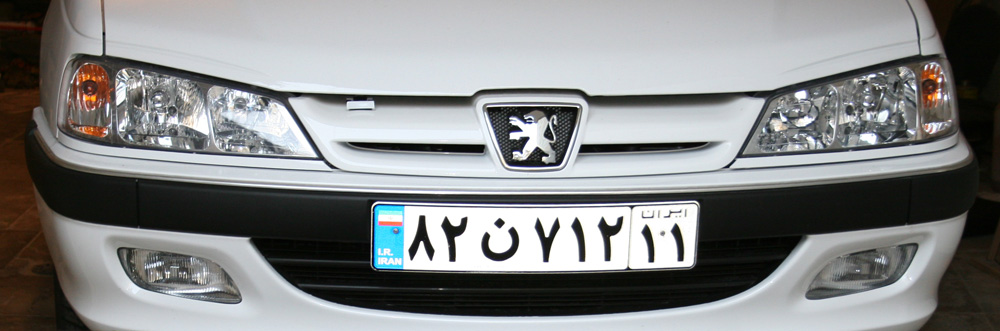
Peugeot Pars.

- Peugeot 206; Se fabrica una versión Sedán del 206, el Peugeot 206 SD desarrollada recientemente para otros mercado, como el del MERCOSUR por la Peugeot, que ahora es de producción argentina.
- Peugeot 207i; para el año 2011, la IKCO fabricaría unas 15,000-20,000 unidades anualmente con un 90% de partes de producción doméstica.[27]  El Peugeot 207i será producido en la planta de la IKCO en el exterior para su exportación a las 62 naciones que deseén el modelo sedán.[28]
- Peugeot 405; Versiones sedán disponibles, marcadas como niveles GLi y GLX, aparte de una variante camioneta familiar con los acabados de la versión GLX.
- Peugeot 406; como un vehículo importado desde el año 2000 a Irán por la Iran Khodro para el mercado local.
- Peugeot Pars; Inicialmente denominado como Peugeot Persia. Los cambios incluyen una parrilla y un frontal rediseñados y un baúl con su conjunto total modernizados.
- Peugeot RD; los componentes del motor y de la carrocería son los mismos del Paykan. pero sus líneas exteriores y la apariencia general rememoran a los del 405, la producción de este coche ha sido detenida.
- Peugeot ROA; Una versión modificada del Peugeot RD, la producción del Peugeot ROA está detenida momentáneamente.[29]

#### Renault
- Renault Logan; construido en conjunto por IKCO y la Saipa para el mercado iraní, es vendido como el "Renault Tondar 90".

#### Suzuki
- Suzuki Grand Vitara - Un SUV de la Suzuki, que es producido en 4 diferentes modelos:

- Motor 2000 cc, con caja de marchas de 4 velocidades automática
- Motor 2000 cc, con caja de marchas de 4 velocidades mecánica
- Motor 2400 cc, con caja de marchas de 5 velocidades automática
- Motor 2400 cc, con caja de marchas de 5 velocidades mecánica

- Suzuki Kizashi

## Desarrollo de componentes motores
La IKCO es autosuficiente en la producción masiva de conjuntos de propulsión, sin requerir de asistencia externa para ello. La IKCO planea producir más de 300,000 motores de la serie EF7 y TU5, de diseño autóctono y de gran economía y ahorro en el consumo de combustible; en el año 2010.
Iran Khodro ha empezado el diseño de una nueva serie de modelos de motores para sus productos en el 2007 en un acuerdo de joint con la firma F.E.V de Alemania. La primera serie de motores EF se exhibe por primeras vez y de manera oficial al público en el 2008, siendo los modelos de motores EF7 los que actualmente potencian a los coches Samand LX en Irán.

### Familia de motores EF
Los motores EF7 son del tipo turbocargados, y fueron exhibidos a los medios públicos a mediados del año 2009, siendo instalados primeramente en el modelo IKCO Soren ELX al final del año 2010. Otros motores de las series EF denominados EF4 y EFD, de tipo diésel; fueron finalizados y ahora son ensayados antes de su producción en serie por los técnicos de la Iran Khodro. A noviembre de 2009, Iran Khodro reveló su novedoso "Motor diésel de diseño nacional" con un consumo de combustible estimado en 5 litros por cada 100 kilómetros en ciclo de funcionamiento combinado. El diseño alcanzó el estándar de contaminación Euro 5, al incorporar un filtro de micropartículas de combustión diésel (DPF) así como un nuevo sistema de exhostos con un sistema de recirculación de gases. El modelo 1.5 litros de tipo turbodiésel usa una avanzada tecnología para dar una potencia y torque de hasta 300Nm. El desarrollo de las series EF4 y EFD es de manufactura y diseño propio de la Iran Khodro, con la asistencia de diseñadores con experiencia en motores díesel.

## Compañías subsidiarias
- Supplying Automotive Parts Company (SAPCO)

La firma de autopartes "SAPCO" se fundó en el año de 1993, con el fin de dirigir las cadenas de abastecimiento de las autopartes necesarias para la producción de los coches de la IKCO, con el objetivo principal de destacarse como el mejor y mayor distribuidor de autopartes y servicios técnicos en el mercado iraní. SAPCO así mismo ayuda a sus suplidores a mejorar la calidad de sus productos.
- IKCO Spare Parts and After-Sale Services Co. (ISACO)

La firma "Repuestos y servicios post-venta IKCO (ISACO, por sus siglas en inglés)" fue fundada en 1977. ISACO es el proveedor de servicios de posventa y un suplidor de partes de repuesto para los productos de la IKCO en el territorio iraní. ISACO Kish, es una de las compañías subsidiarias de ISACO, que se encuentra encargada de los servicios de posventa para los coches de la IKCO en los mercados internacionales. En el año 2011, el 37% de las necesidades de autopartes fueron globalmente tercerizadas, con lo que la firma ISACO busca la reducción de esta cantidad hasta el 23%. Irak, Bielorrusia, Rusia, Ucrania, Venezuela, Senegal, Argelia y Túnez son los mercados principales de la firma ISACO en el exterior.
- Iran Khodro Power Train Co. (IPCO)

IPCO fue fundada en 1998, estando su accionar principalmente concentrado en los servicios de diseño e ingeniería en el campo de las transmisiones y cajas de marchas incluyendo el diseño, desarrollo, evaluación, ajuste, ingeniería del producto, y procesos de aseguramiento de la calidad así como en la producción en cadena, y el diseño de sistemas de producción. Esta subsidiaria de IKCO está capacitadas también para asumir diferentes labores, como las relacionadas anteriormente, siendo contratada también en el diseño y mejora de equipamientos, diseño y construcción/programación de hardware y software; para autopartes, motores e inclusive vehículos terminados.
- TAM Co.

Esta subsidiaria de la firma IKCO se fundó originalmente con el nombre de "Ghateh Sazan-e Mojarab" en 1997. Tiene por objetivo principal la creación de las líneas de producción y los montajes de plantas de ensamblaje de los diferentes modelos tanto local como en el exterior, por lo que su razón cambió posteriormente a TAM Co. en 1998. Su experiencia en el desarrollo de montajes industriales completos, como en el caso de las líneas de ensamblaje del Samand instaladas en Siria, Venezuela y Senegal lo consiguió sin el aporte de compañías extranjeras, dependiendo únicamente de sus propios saberes, conocimiento y experiencia adquirida. En el 2012, TAM ganó el premio iraní por ser la firma más admirada por su autosuficiencia en conocimiento "Most Admired Knowledge Enterprise (MAKE), por sus siglas en inglés".
- SAMAND Investment Co.

La firma "SAMAND Investment Co." se estableció como una corporación en el año 2004 con el propósito de invertir los excedentes generados en las actividades industriales de su matriz, así como ayuda en la identificación de oportunidades de negocio, análisis y la evaluación del mercado de acciones y en la creación de ingresos operativos diferentes a los de la actividad principal para sus accionistas.
- Iran Khodro Rail transport Industries Company (IRICO)

IRICO se fundó por la "Iran Khodro Investment Development Company" en el 2003 con el propósito de la producción de material ferroviario y su material rodante, como carros, vagones y otros. IRICO produce vagones para el metro, vagones, vehículos ligeros para ferrovías e inclusive monorrieles.
- Iran Khodro Diesel Company

La firma "Iran Khodro Diesel Company" fue fundada originalmente a inicios del año 1966 bajo el nombre de "Khawar Industrial Group". En el año 1999 IKCO la relanzó como una firma especializada en la producción y diseño de micro y autobuses, habilitándose para ello las instalaciones de la compañía "Khawar Industrial Group especializadas en la producción integral de camiones bajo el nombre de una nueva compañía filial de la "Iran Khodro Diesel", la cual es una sociedad de capital público del tipo joint stock, que luego se reorientó a la producción de diferentes clases de vehículos diésel de uso comercial tanto para el mercado doméstico como el de ultramar. "Iran Khodro Diesel Company" exporta sus diferentes productos a las naciones aliadas de Irán.

## Reunión decisiva para la empresa Iran Khodro
- Iran Khodro Company invitó a todos los accionistas a participar en la Asamblea General Extraordinaria colocando un aviso en el sistema Kodal, que se considera una asamblea decisiva para automóviles. En esta reunión extraordinaria se tratarán dos cuestiones del artículo 141 de la Ley de Comercio y la adecuación de los estatutos de la sociedad con el modelo de estatutos de la organización de valores.  Este foro se llevará a cabo a las 8:30 a. m. del lunes 17 de febrero en Teherán.  ¿Por qué es importante esta reunión para Iran Khodro?  La importante reunión decisiva para Iran Khodro es importante porque considerando que Iran Khodro no es rentable, se debe pensar en una solución en esta reunión para sacar a esta empresa de la situación actual.  De acuerdo con el artículo 141 de la Ley de Comercio, si al menos la mitad del capital de la sociedad se pierde por pérdidas, el directorio está obligado a convocar inmediatamente a una asamblea general extraordinaria de accionistas para considerar la liquidación o supervivencia de la sociedad.